# دیوید جنکینز (اسکیت‌باز نمایشی)
دیوید جنکینز (انگلیسی: David Jenkins؛ زادهٔ ۲۹ ژوئن ۱۹۳۶) اسکیت‌باز نمایشی اهل ایالات متحده آمریکا بود.
از افتخارات وی می‌توان به کسب مدال طلا در بازی‌های المپیک زمستانی ۲۰۱۴ اشاره کرد.